# Cerro Azul (Ecuador)
Cerro Azul es un volcán en escudo en la parte sur occidental de la isla Isabela en las islas Galápagos, parte del país sudamericano de Ecuador.
A una altitud de 1689 m (5541 pies) es el segundo pico más alto en las islas Galápagos y debido a su prominencia topográfica de más de 1500 m (4921 pies) se le clasifica como un ultra.
El volcán es uno de los más activos en las islas Galápagos, con la última erupción registrada entre mayo y junio de 2008.